# Mnium hornum
Espèce
Mnium hornum est une espèce de Bryophytes qui est connue pour abriter des populations de Boreus hyemalis, la puce des neiges.

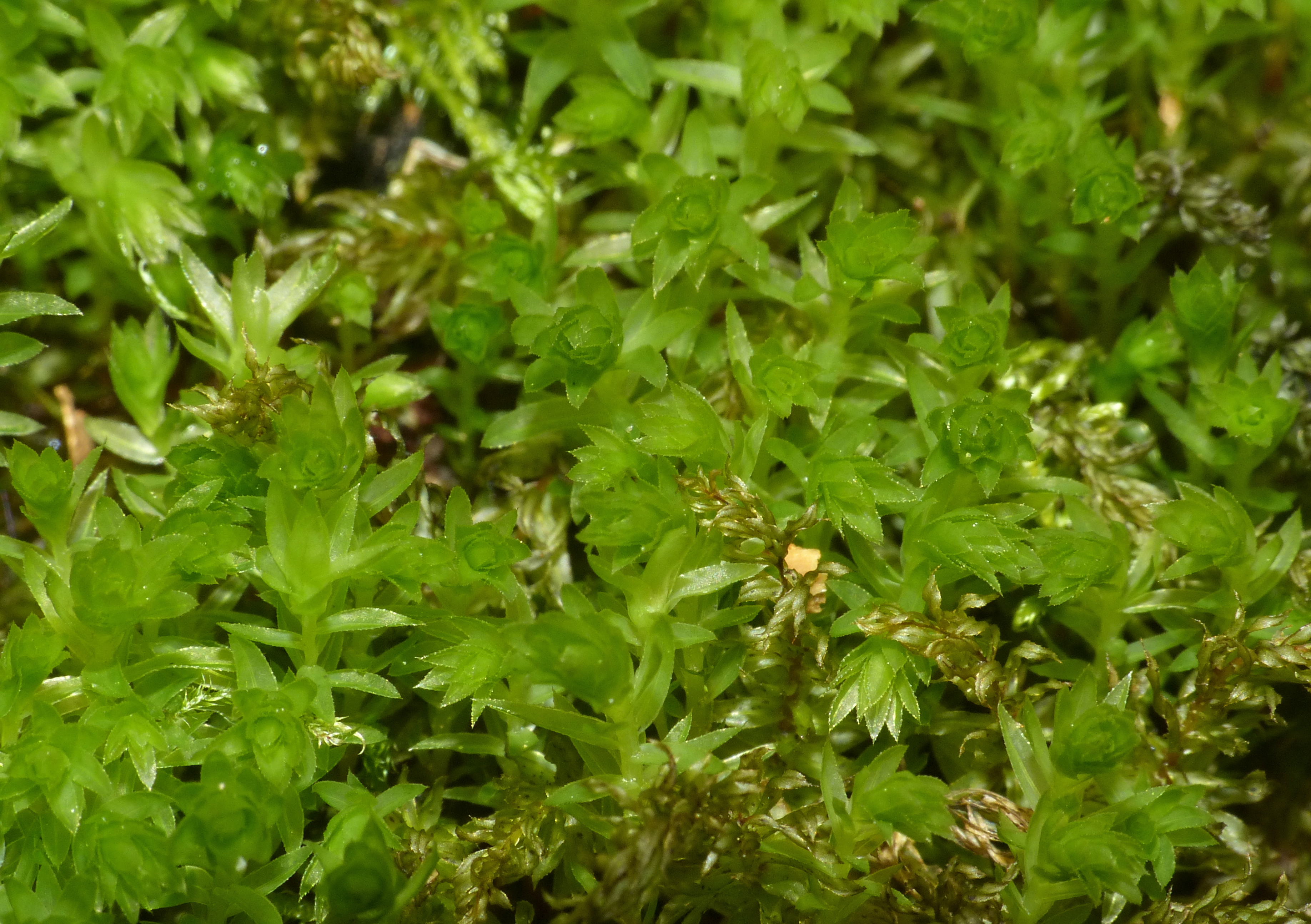
Feuilles
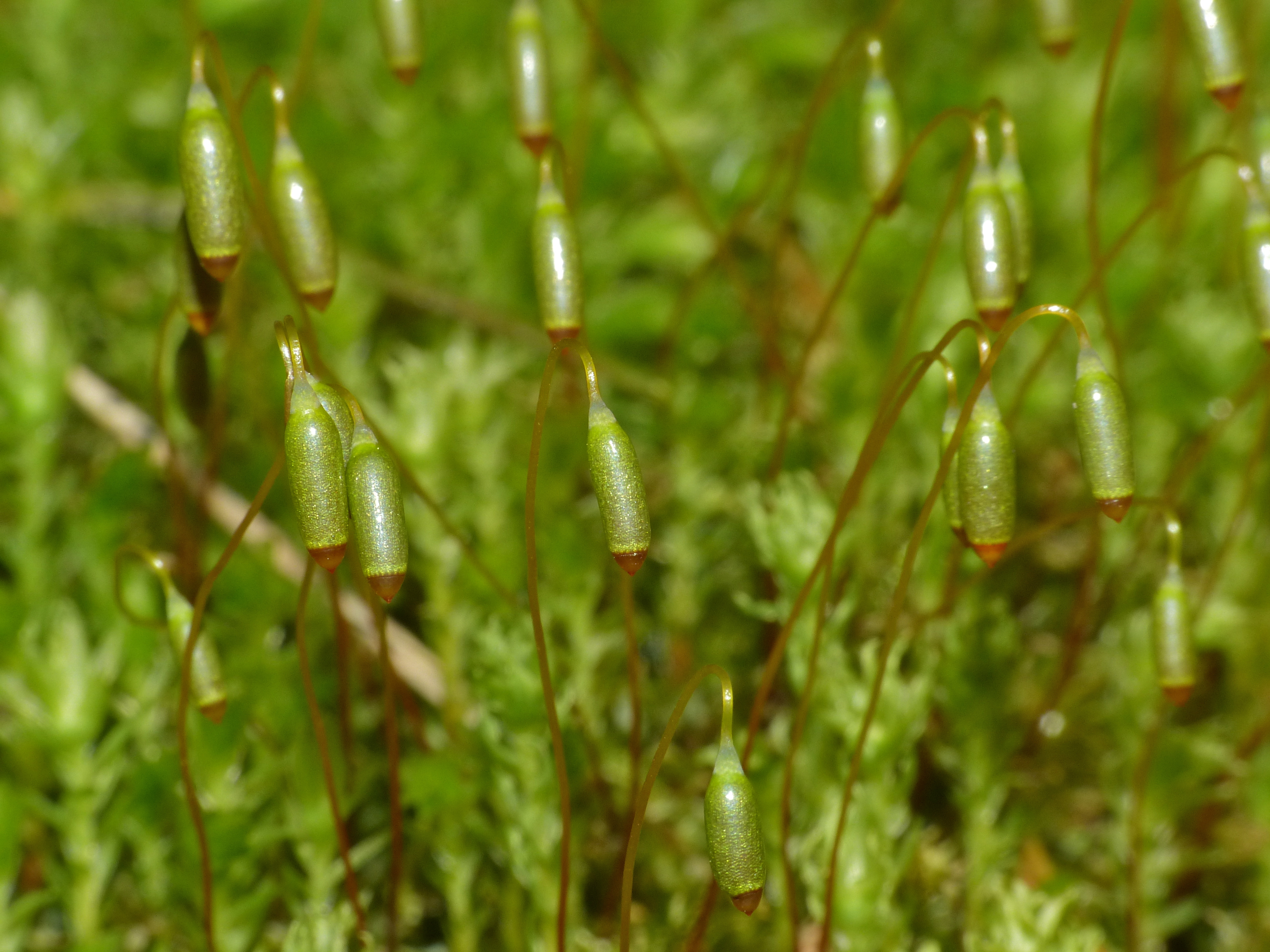
Sporophytes
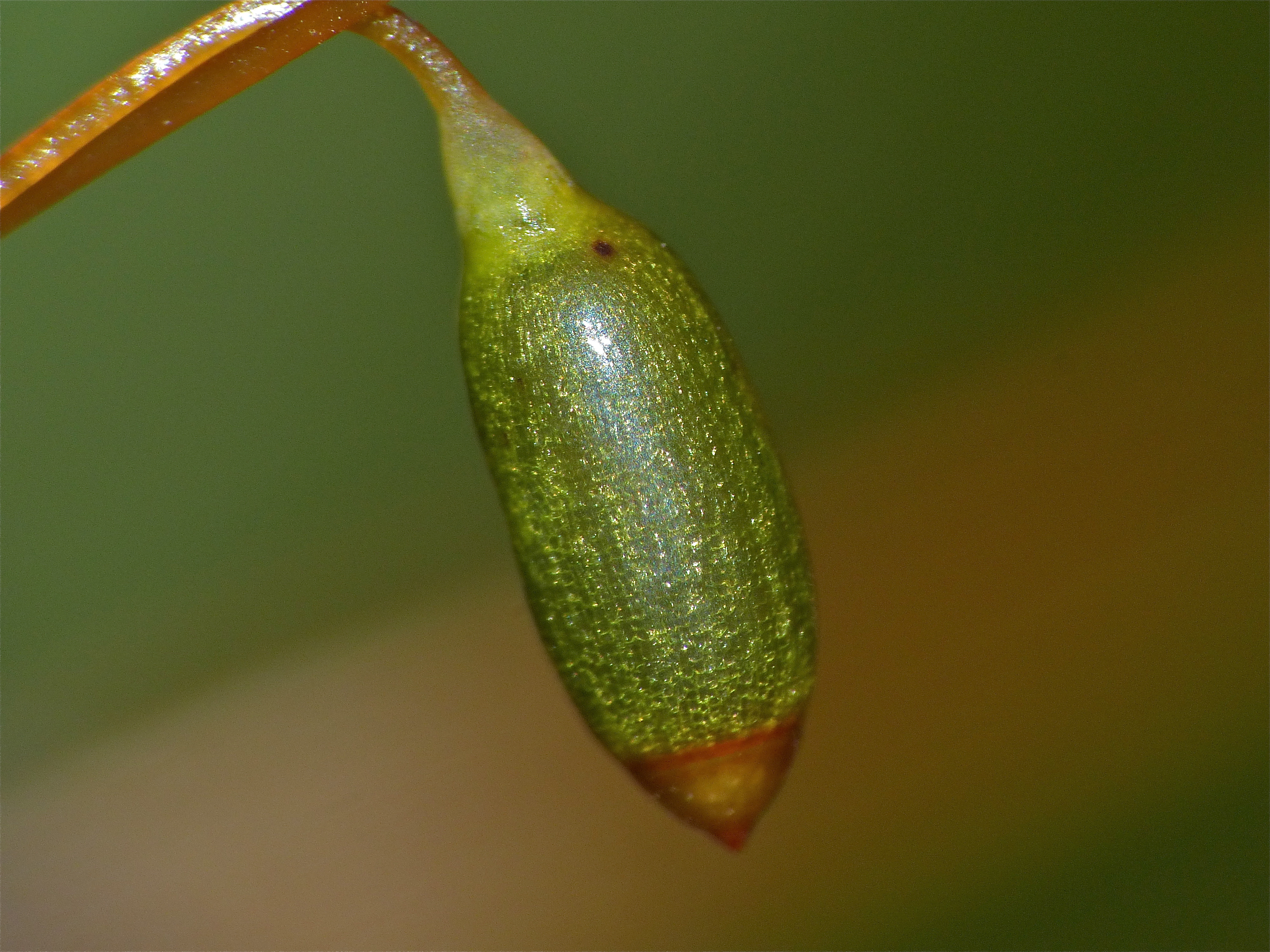
Sporophyte